# 洛斯夫拉斯克斯
洛斯夫拉斯克斯，是西班牙安达卢西亚自治区科尔多瓦省的一个市镇。总面积103平方公里，总人口715人（2001年），人口密度7人/平方公里。